# Penfield, South Australia
Penfield är en ort i Australien. Den ligger i kommunen City of Playford och delstaten South Australia, omkring 26 kilometer norr om delstatshuvudstaden Adelaide. 
Närmaste större samhälle är Gawler, omkring 15 kilometer nordost om Penfield.
Trakten runt Penfield består till största delen av jordbruksmark. Runt Penfield är det tätbefolkat, med 762 invånare per kvadratkilometer. Genomsnittlig årsnederbörd är 593 millimeter. Den regnigaste månaden är juli, med i genomsnitt 95 mm nederbörd, och den torraste är december, med 13 mm nederbörd.